# Paulus van dem Velde
Paulus van dem Velde, auch Paul vamme Velde (* in Lübeck; † 2. August 1529 ebenda) war ein deutscher Jurist, Sekretär des Hansekontors in Brügge und Ratssekretär der Hansestadt Lübeck.

## Leben
Paulus van dem Velde studierte ab Oktober 1494 an der Universität Rostock und promovierte 1498 dort zum Bakkalaureus. Seit 1511 ist er als Magister und Sekretär des Hansekontors in Brügge nachgewiesen. 1516 erfolgt seine Bestellung zum Ratssekretär in Lübeck. Diese Stelle nimmt er von Brügge kommend Ostern 1517 an. Nach vergeblicher Bemühung um eine Kleine Präbende am Lübecker Dom erhielt er 1528 durch Verleihung des Bischofs Heinrich III. Bockholt eine Große Präbende und wurde dadurch Domherr des Lübecker Domkapitels. Er verstarb am gleichen Tag wie sein Kollege, der Lübecker Ratssekretär Bartramus de Rentelen am Englischen Schweiß, der sich als Epidemie 1529 von England kommend über Hamburg in Norddeutschland verbreitete.